# Апраксино (Липецкая область)
Апра́ксино — деревня в Данковском районе Липецкой области. Входит в состав Спешнево-Ивановского сельсовета

## География
Деревня находится на правом берегу реки Вязовка. На противоположном берегу располагается деревня Натальино.

### Часовой пояс
Деревня Апраксино, как и вся Липецкая область, находится в часовой зоне МСК (московское время). Смещение применяемого времени относительно UTC составляет +3:00.

## Население
| 2010 |
| ---- |
| 2    |